# Rubén Pereira
Rubén Pereira, vollständiger Name Rubén Fabián Pereira Márquez  (* 28. Januar 1968 in Montevideo) ist ein ehemaliger uruguayischer Fußballspieler.

## Karriere

### Verein
Der 1,79 Meter große Mittelfeldspieler Pereira gehörte von 1986 bis 1991 zum Kader des in Montevideo beheimateten Clubs Danubio. Während seiner Vereinszugehörigkeit gewann der Club 1988 zunächst das Torneo Competencia und sodann den uruguayischen Landesmeistertitel, zu denen er mit zwölf bzw. 21 Saisoneinsätzen beitrug. In der Saison 1991/92 spielte er für den italienischen Serie-A-Club US Cremonese und kam in 13 Ligapartien zum Einsatz. Sodann wechselte er nach Argentinien zu den Boca Juniors. In Buenos Aires bestritt er in der Apertura 1992 und Clausura 1993 insgesamt 16 Partien. Dabei gewann seine Mannschaft die 92er-Apertura-Meisterschaft. 1993 und 1994 gehörte er dem Kader Nacionals an. Ab der Apertura 1995 bis mindestens 1998, teils wird auch die Clausura 1999 geführt, war er für den Club Atlético Peñarol aktiv. Nach längerer Zeit ohne Verein schloss er sich im März 2000 Huracán Buceo an.

### Nationalmannschaft
Pereira war er auch Mitglied der uruguayischen A-Nationalmannschaft. Er debütierte in der Celeste am 7. August 1988. Sein 27. und letztes Länderspiel absolvierte er am 17. Juli 1996. Pereira erzielte ein Länderspieltor. In dieser Zeit nahm er an der Fußball-Weltmeisterschaft 1990 teil, bei der er im Gruppenspiel gegen Spanien und bei der Achtelfinalniederlage gegen Italien zum Einsatz kam. Auch gehörte Pereira dem uruguayischen Aufgebot bei der Copa América 1989 an, die Uruguay als Zweitplatzierter beendete.

### Erfolge
- Uruguayischer Meister: 1988
- Torneo Competencia: 1988
- Torneo Apertura: 1992